# Phil Edwards
Philip "Phil" Edwards (Bristol, 3 de setembro de 1949 – Monte Carlo, 24 de abril de 2017) foi um ciclista britânico. Representou o Reino Unido em duas provas nos Jogos Olímpicos de 1972, em Munique, onde ele terminou em sexto no individual, logo atrás do companheiro de equipe Phil Bayton. Foi um ciclista profissional de 1976 a 1980.